# Karsbäcken, Vindelälven
Karsbäcken (sam. Skiebliejuhka) är ett vänsterbiflöde till Tjulån i Vindelälvens avrinningsområde. Den är Tjulåns största biflöde, ca 20 km lång, och den rinner upp på östra sidan av Ammarfjället (sam. Skieblie) i sjön Luvllie Skiebliejávvrie ca 840 m ö.h. Karsbäcken mynnar i Tjulån i byn Tjulträsk ca 3 km väster om Ammarnäs.